# Rosetta Cattaneo
Rosetta Cattaneo   (Greco, 14 de gener de 1919 - 1988) va ser una atleta italiana, especialista en curses de velocitat, que va competir durant les dècades de 1930 i 1940.
En el seu palmarès destaca una medalla de bronze al Campionat d'Europa d'atletisme de 1938 en els relleus 4×100 metres. Formà equip amb Maria Alfero, Maria Apollonio i Italia Lucchini. També guanyà els campionats nacionals dels 200 metres llisos de 1939, 1940, 1942 i 1943.

## Millors marques
- 100 metres. 12.2" (1939)
- 200 metres. 25.3" (1940)[3]